# ملشيور ندادايي
ملشيور ندادايي (ولد في 28 مارس 1953، مرامه، مورامفيا، بوروندي - توفي 21 أكتوبر 1993، بالقرب من بوجمبورا، بوروندي)، مصرفي وسياسي وكان أول رئيس منتخب ديمقراطيا في بوروندي بعد الفوز التاريخي في انتخابات 1993. اغتيل وسط انقلاب عسكري فاشل في أكتوبر عام 1993، بعد ثلاثة أشهر فقط من توليه منصبه. أثار اغتياله مجموعة من المجازر الوحشية الانتقامية وبين الجماعات العرقية والهوتو التوتسي، التي تحولت في نهاية المطاف لحرب أهلية.

## وصلات داخلية
1. للمقالة الإنجليزية